# Elisabeth (musikalbum)
Elisabeth är ett studioalbum av den norska sångerskan Elisabeth Andreassen, släppt i april 1990. Albumet, som är hennes femte svenskproducerade studioalbum som soloartist, är rockigare med tyngre gitarrer. Hon har skrivit ungefär halva låtmaterialet själv, och producerade det tillsammans med Stefan Lagström, utom "Jag ser en stjärna falla", som producerades av Stefan Lagström, Leif Allansson och Peter Stedt. Hon stod för alla körarrangemang själv och arrangerade även de flesta låtar. De flesta låtar skrevs i Stockholm och Los Angeles under norra hösten 1989 och spelades in under norra hösten-vintern 1989-1990.
De flesta låtar har skrivits av henne, Peter Stedt och Leif Larson, men det finns också coverversioner med nya texter. Samtliga låtar sjungs på svenska. Bland låtarna hon skrev själv finns bland andra "Kvinna för dig" och "Segla med mig", där hon ensam skrev texten och musiken tillsammans med de amerikanska musikerna David Batteau och Cal Curtis, och "Nä, nä, nä (Rätt eller fel)", som hon själv skrev både text och musik till. Första singel ut var "Varje gång du rör mig", som skrevs av Peter Stedt och utkom några månader före albumsläppet. 
På albumet finns också sången "Jag ser en stjärna falla", med vilken hon deltog i den svenska Melodifestivalen 1990 och "Kvinna för dig". Inget av spåren blev någon större hitlåt, men mest spelade "Jag ser en stjärna falla", "Varje gång du rör mig", "Kvinna för dig" och "Vänskapen består" i radio. Albumet lanserades hårt i hela Skandinavien. I april 1990 gav hon sig ut på turné i Norge och Sverige, och turnerade hon i folkparkerna under norra sommaren. Albumet kom både på LP och CD. En remixversion av "Jag ser en stjärna falla" var bonusspår på CD-utgåvan.
Hennes tidigare pojkvän Peter Milefors spelar trummor på albumet.

## Låtlista

### Sida A
1. "Varje gång du rör mig" (Peter Stedt)
2. "Kvinna för dig" (Elisabeth Andreassen/David Batteau)
3. "Nä, nä, nä (Rätt eller fel)" (Elisabeth Andreassen)
4. "Vänskapen består" ("That's why I fell in Love with You") (Stefan Lagström/Eddie Rabbitt/Even Stevens/Billy Joe Walker jr.)
5. "Ta mig" ("For True Love") (Elisabeth Andreassen/Niklas Strömstedt/Mack Baker/Cal Curtis)

### Sida B
1. "Jag ser en stjärna falla" (Peter Stedt)
2. "Segla med mig" (Elisabeth Andreassen/Cal Curtis)
3. "Kortet de' e' lagt" (Jane Larson/Leif Larson)
4. "Kärlek som din" ("A Lover Like You"), duett med Tommy Nilsson (Åsa Jinder/Stefan Lagström/J.P. Pennington)
5. "Utan dig" (Åsa Jinder/Elisabeth Andreassen/Cal Curtis/Chris Farren)
6. "Kylig natt" ("Looks Like It's Gonna Rain Today") (J.D. Souther/Even Stevens/Billy Joe Walker Jr.)
7. "Jag ser en stjärna falla (LA Remix)" (Peter Stedt)

## Medverkande

### Musiker
- Elisabeth Andreasson – sång
- Lasse Jonsson – gitarr, programmering, arrangering
- Nysse Nyström – gitarr
- Bosse Persson – basgitarr
- Lasse Persson – trummor
- Peter Milefors – trummor
- Hans Gardemar – keyboard, arrangering
- Erik Häusler – saxofon
- Tommy Nilsson – sång, körsång
- Kjell-Åke Ring – körsång
- Leif Ingdahl – körsång
- Mia Lindgren – körsång
- Anna Nederdal – körsång, arrangering
- Caj Högberg – körsång
- Dougie Lawton – körsång

### Produktion
- Stefan Lagström – producent
- Elisabeth Andreasson – producent
- Leif Allansson – producent (på "Jag ser en stjärna falla")
- Peter Stedt – producent (på "Jag ser en stjärna falla"), ljudtekniker, ljudmix
- Sofia Eriksson – foto
- Beatrice Uusma – omslagsdesign